# Oleksiï Chevtchenko
Oleksiï Mykolaïovytch Chevtchenko (en ukrainien : Шевченко Олексій Миколайович, né le 24 février 1992 à Dnipro en Ukraine, est un footballeur Ukrainien qui évolue au poste de gardien de but au Zagłębie Sosnowiec.